# Hícara
Hícara (grec antic: Ὕκκαρα o Ὕκαρα, llatí: Hyccara o Hycara) era una petita ciutat de la costa nord de Sicília entre Panorm i el port de Segesta.
Tucídides diu que era una ciutat dels sicans i era independent i enemiga de Segesta. Durant l'expedició atenenca a l'illa, Nícies va desembarcar a Hícara l'any 415 aC, la va ocupar i la va saquejar i la va entregar a segestans; el botí obtingut va produir 100 talents. Entre els presoners hi havia una nena que després es va convertir en la famosa cortesana Lais la Jove, portada a Corint i allí venuda com esclava. Tot i la seva destrucció no va deixar d'existir com un petit lloc dependent de Segesta i després de Panorm. Encara és esmentada a l'Itinerari d'Antoní al segle iv.
La distància que indica l'itinerari, a l'oest de Palerm, coincideix amb la ciutat de Muro di Carini, on Tomaso Fazello va veure unes ruïnes al segle xvi, i que ja no existeix. La moderna ciutat de Carini es va refundar a uns 5 km a l'interior.